# Burgstall (Sajonia-Anhalt)
Burgstall es un municipio situado en el distrito de Börde, en el estado federado de Sajonia-Anhalt (Alemania), a una altitud de 45 metros. Su población a finales de 2015 era de unos 1500 habitantes y su densidad poblacional, 13 hab/km².